# Færøske lagtingsmedlemmer 1974-1978
Færøernes Lagting havde 26 medlemmer  mellem lagtingsvalgene 1974 og 1978. Javnaðarflokkurin og Tjóðveldisflokkurin var de største partier, med henholdsvis 7 og 6 mandater. Fólkaflokkurin og Sambandsflokkurin havde 5 mandater hver, mens Sjálvstýrisflokkurin og Framburðsflokkurin havde henholdsvis 2 og et mandat.
| Navn                    | Parti                | Valgkreds      | Bemærkninger                                                              |
| ----------------------- | -------------------- | -------------- | ------------------------------------------------------------------------- |
| Eliesar Arge            | Fólkaflokkurin       | Suðurstreymoy  |                                                                           |
| Hilmar Bech             | Javnaðarflokkurin    | Suðuroy        |                                                                           |
| Óli Breckmann           | Fólkaflokkurin       | Suðurstreymoy  |                                                                           |
| Atli Dam                | Javnaðarflokkurin    | Suðuroy        | Lagmand 1974–1978. Sverre Midjord mødte.                                  |
| Hákun Djurhuus          | Fólkaflokkurin       | Norðoyar       |                                                                           |
| Jógvan Durhuus          | Tjóðveldisflokkurin  | Norðurstreymoy |                                                                           |
| Pauli Ellefsen          | Sambandsflokkurin    | Suðurstreymoy  |                                                                           |
| Haldor Hansen           | Javnaðarflokkurin    | Vágar          |                                                                           |
| Signar Hansen           | Tjóðveldisflokkurin  | Eysturoy       |                                                                           |
| Finnbogi Ísakson        | Tjóðveldisflokkurin  | Norðoyar       | Minister 1975–1978. Johan Simonsen mødte.                                 |
| Asbjørn Joensen         | Sjálvstýrisflokkurin | Norðoyar       | Minister 1974–1975.                                                       |
| Hilmar Kass             | Sjálvstýrisflokkurin | Suðurstreymoy  |                                                                           |
| Heðin M. Klein          | Tjóðveldisflokkurin  | Sandoy         |                                                                           |
| Jacob Lindenskov        | Javnaðarflokkurin    | Suðurstreymoy  | Minister 1974–1978. M. Joensen mødte 1974–1975, Jona Henriksen 1975–1978. |
| Ove Mikkelsen           | Tjóðveldisflokkurin  | Suðuroy        |                                                                           |
| Kjartan Mohr            | Framburðsflokkurin   | Suðurstreymoy  |                                                                           |
| Jákup Mortensen         | Sambandsflokkurin    | Suðuroy        |                                                                           |
| Agnar Nielsen           | Sambandsflokkurin    | Norðurstreymoy |                                                                           |
| Hjalmar Vilhelm Nielsen | Fólkaflokkurin       | Vágar          |                                                                           |
| Johannes Martin Olsen   | Sambandsflokkurin    | Eysturoy       |                                                                           |
| Jógvan I. Olsen         | Sambandsflokkurin    | Eysturoy       |                                                                           |
| Poul J. Olsen           | Javnaðarflokkurin    | Norðoyar       |                                                                           |
| Tórálvur Mohr Olsen     | Javnaðarflokkurin    | Sandoy         |                                                                           |
| Erlendur Patursson      | Tjóðveldisflokkurin  | Suðurstreymoy  |                                                                           |
| Jógvan Sundstein        | Fólkaflokkurin       | Suðurstreymoy  |                                                                           |
| Jákup Frederik Øregaard | Javnaðarflokkurin    | Eysturoy       | Lagtingsformand 1974–1978.                                                |

| Portal | Portal:Færøerne |